# Quercygale
Quercygale — вимерлий рід хижоподібних, які жили в еоцені. Рід містить чотири види: Q. angustidens, Q. hastingsae, Q. helvetica, Q. smithi.